# جزيرة بينيكي
جزيرة بينيكي وهي جزيرة من جزر إندونيسيا، وتقع في إقليم جاكارتا.